# Cartoblatta rufocercata
Cartoblatta rufocercata är en kackerlacksart som först beskrevs av Robert Walter Campbell Shelford 1911.  Cartoblatta rufocercata ingår i släktet Cartoblatta och familjen storkackerlackor.
Artens utbredningsområde är Filippinerna. Inga underarter finns listade.